# Life Is a Long Song (EP)
Life is a Long Song è il primo EP della rock band britannica Jethro Tull.
.

## Tracce
1. Life Is a Long Song
2. Up The Pool
3. Doctor Bogenbroom
4. From Later
5. Nursie

## Formazione
- Ian Anderson: voce, flauto, chitarra acustica, violino
- Martin Barre: chitarra elettrica
- Jeffrey Hammond: basso
- Barriemore Barlow: batteria
- John Evan: tastiere
- David Palmer: Arrangiatore e direttore d'orchestra